# Die drei Schwestern im Berge
Die drei Schwestern im Berge ist ein norwegisches Märchen.

## Handlung
Eine Witwe, die mit ihren drei Töchtern zusammenlebt, hat ein Huhn, das sie über alles liebt, doch eines Tages verschwindet das Huhn, also schickt sie ihre älteste Tochter aus, um es zu suchen. Diese geht in die Berge, wo sie durch eine Falltür in ein unterirdisches Gewölbe fällt und einen Troll trifft, der sie fragt, ob sie seine Frau werden will. Als sie ablehnt, wird der Troll jedoch sehr zornig, sodass er ihr den Kopf abschlägt und sie in einen Keller wirft. Später begibt sich dann die mittlere Schwester auf die Suche nach dem Huhn und ihrer älteren Schwester, doch es ergeht ihr nicht anders. Schließlich macht sich auch die Jüngste auf den Weg, um die Verschwundenen zu suchen.
Durch die Falltür gefallen, durchwandert sie dann die vielen schönen Zimmer des Gewölbes, entdeckt ihre toten Schwestern im Keller und als sie den Troll trifft, der sie fragt, ob sie seine Frau werden will, willigt sie ein, um nicht dasselbe Schicksal zu erleiden. Einige Zeit später erhält sie die Erlaubnis ihrer armen Mutter Essen schicken zu dürfen, also füllt sie einen Sack mit Gold und Silber und legt ein wenig Essen oben drauf, wobei sie dem Troll erzählt, dass er in den Sack nicht hineinschauen dürfe. Der Troll begibt sich sodann auf den Weg, will nach kurzem Marsch aber hineinblicken, doch das Mädchen beobachtet ihn durch ein Loch in der Falltür und ruft ihm zu, dass es ihn sieht, woraufhin er seine Neugier ruhen lässt und den Sack zu ihrer Mutter bringt.
Es begibt sich dann, dass durch die Falltür ein Ziegenbock fällt, der sogleich vom Troll geköpft wird. Da aber das Mädchen traurig darüber ist, nimmt er eine magische Salbe, womit er das tote Tier wieder zum Leben erweckt. Mit diesem Wissen erweckt das Mädchen dann seine beiden Schwestern, steckt sie nacheinander in je einen Sack und sendet den Troll zweimal zu ihrer Mutter. Nun sind es die Schwestern, die aus dem Sack heraus rufen, dass sie den Troll sehen, als dieser versucht in den Sack zu schauen, sodass er denkt, das Mädchen würde ihn sehen, woraufhin er von seinem Vorhaben ablässt und die Schwestern unbeschadet bei der Mutter abliefert. Das Mädchen beschließt schließlich sich selbst auf die Flucht zu begeben, auf der sie einen Schützen trifft, den sie mit zu ihrer Mutter nimmt. Als der zornige Troll kurz darauf am Haus der Mutter anlangt, schießt der Schütze los, infolgedessen sich der Zornige ängstlich wieder davontrollt, da er glaubt, der Donner wäre darin. Hastig läuft er dann zu seinem Gewölbe zurück, doch da er nicht schnell genug ist, erhaschen ihn die Sonnenstrahlen, wodurch er berstet.

## Hintergrund
Diese Version stammt aus dem Werk Norwegische Volksmärchen von Peter Christen Asbjørnsen und Jørgen Engebretsen Moe. In einer weiteren Version werden die drei Schwestern nacheinander von einer goldenen Elster in die, sich in einem Berg befindende, Burg eines Riesen gelockt, wo die Jüngste dann mit einem Horn ihre Schwestern wieder zum Leben erweckt. Im weiteren Verlauf schleppt der Riese drei Mal Gold und Silber zu den Eltern der drei Mädchen sowie auch diese selbst, woraufhin er, als er seinen Reinfall bemerkt, zerplatzt. Diese Version wurde von Hans Ross, wahrscheinlich in Fyresdal, Telemark, aufgezeichnet und ist in der Norwegischen Sammlung von Volksüberlieferungen beim Institut für Volkstraditionswissenschaften, Universität Oslo hinterlegt. Im Deutschen wurde ihr der Titel Die drei Schwestern in der Riesenburg verliehen (AaTh 311).